# 닌텐도 e숍
닌텐도 e숍(일본어: ニンテンドーeショップ, 영어: Nintendo eShop)은 닌텐도 스위치, 닌텐도 스위치 라이트에서 지원하는 온라인 마켓이다. 닌텐도 3DS 시리즈와 Wii U의 온라인 마켓 서비스로 처음 기획되었으며 2011년 6월 6일에 북미 지역에, 같은 해 6월 7일에 일본에 출시되었다. 이 시스템을 실행함으로써 닌텐도 3DS의 각종 앱을 내려받아 플레이할 수 있지만, 대부분의 앱은 유료로 출시된다. Wii U에서의 닌텐도 e숍은 멀티태스킹 작업이 가능한데, 이는 게임 플레이 중에 Wii U 본체의 홈(Home)을 누르고 이 앱을 실행할 수 있다. 닌텐도 스위치, 닌텐도 스위치 라이트에서는 홈화면에 eshop이 있다.
2020년 7월 31일, 라틴아메리카와 카리브 제도 국가, 동남아시아와 중동 국가에서 지원되던 닌텐도 3DS 제품군의 닌텐도 e숍 한정판 서비스가 지원을 중단됐다. 같은날 Wii U 한정판 서비스도 라틴아메리카와 카리브 국가에서 지원이 중단됐다. 이날부로 모든 소프트웨어의 다운로드, 재다운로드, 업데이트 기능을 사용할 수 없게 되었으며, e숍과의 연결을 직접적으로 활용하는 게임에도 영향을 주게 되었다.
상기한 지역 외에는 서비스가 이어지고 있었으나 2023년 3월 27일 전세계를 대상으로 Wii U와 닌텐도 3DS에서 닌텐도 e숍의 신규 콘텐츠 구매, 다운로드, 플레이 기능을 전면 중단하였다. 앞서 2022년 5월 23일에는 신용카드 결제 기능을 중단하고, 8월 29일에는 충전구매도 중단한 상태였다 (단 닌텐도 네트워크 ID와 닌텐도 계정을 연동한 유저는 서비스 중단일까지 충전 가능). 시스템용 다운로드 코드 교환은 2023년 4월 4일까지 연장되었다. 2024년 4월 8일에는 3DS와 Wii U의 닌텐도 네트워크 및 WiFi 연결 기능이 지원을 중단하지만, 이전에 구매한 콘텐츠를 재다운로드, 업데이트하거나 무료로 제공된 테마는 계속 이용할 수 있다. 또 2024년 3월 11일까지 닌텐도 네트워크 계정의 잔여금을 닌텐도 어카운트로 이전하는 기능은 유지된다.

## 특징

### 계정 연동
닌텐도 e숍이 처음 출시될 당시에는 Wii U와 닌텐도 3DS의 e숍이 서로 별개로 운영됐다. 이는 지원이 중단되던 2023년 시점까지 그대로 유지되었다. 당시 닌텐도 DSi에서 닌텐도 3DS로 업그레이드한 유저는 기존에 구매했던 DSi웨어를 닌텐도 3DS로 전송할 수도 있었다. 2011년 12월 업데이트로 3DS 시스템 간에 구매항목을 이전할 수 있는 유사 기능이 추가됐으나, 닌텐도 네트워크 ID 시스템 도입 이전이어서 전송횟수가 5회로 제한됐다.
2013년 12월 닌텐도 3DS에 닌텐도 네트워크 ID 시스템이 도입되면서 두 콘솔 간에 동일한 ID 계정을 등록한 유저는 구매 잔액과 집 주소, 결제용 신용카드 / 체크카드 정보, 위시리스트 항목, 클럽 닌텐도 계정 (이후 중단)을 공유할 수 있게 되었으며, 닌텐도 3DS간의 전송횟수도 무제한으로 바뀌었다. 닌텐도 스위치가 출시된 이후로는 스위치용 e샵에서도 닌텐도 네트워크 ID에 기록된 잔액을 불러오거나 닌텐도 어카운트로 이체 후 사용이 가능해졌다.
닌텐도 e숍은 다운로드와 구매 기록을 전부 저장한다. 따라서 이전에 구매한 소프트웨어를 보유한 유저는 e샵에서 내려가지 않았다는 전제 하에 추가 결제 없이 재다운로드가 가능하다. 다운로드는 즉시 시작해도 되지만, 대기열에 넣어 두었다가 게임기를 사용하지 않거나 e샵 어플이 실행중이지 않을 때에 내려받을 수 있다.

### 자동 다운로드
Wii U와 닌텐도 스위치 기준으로 닌텐도 e숍은 메인 메뉴 화면에서 언제든 들어갈 수 있으며 이는 게임이 실행 중일 때에도 마찬가지다. 또SpotPass 기능을 통해 백그라운드 다운로드가 가능한데 Wii U와 닌텐도 3DS에서는 다른 어플리케이션이 실행 중인 경우, 닌텐도 스위치에서는 슬립모드인 경우에 가능하다. 자동 다운로드 예약은 한번에 최대 10건까지 가능하다. 다운로드의 진행 상황은 홈메뉴 밑의 '다운로드 관리자'에서 확인할 수 있다. 알림 기능을 활성화시켰다면 화면 오른쪽 상단에 다운로드가 완료되었음을 알리는 팝업 메시지가 뜬다.

### 애플리케이션 평가
닌텐도 e숍에 업로드되어 있는 게임과 애플리케이션, 기타 매체는 사용자 리뷰 기능을 지원하고 있다. e숍에서 판매되는 타이틀을 구입한 뒤 1시간 이상 플레이한 경우, 해당 타이틀에 대한 평가를 별점 5개로 매겨 게시할 수 있다. 게임의 경우에는 어느 연령대와 성별에 적합한지, 하드코어와 캐주얼 게이머 중 어느 쪽에 어울리는지도 분류할 수 있다.

## 서비스 국가

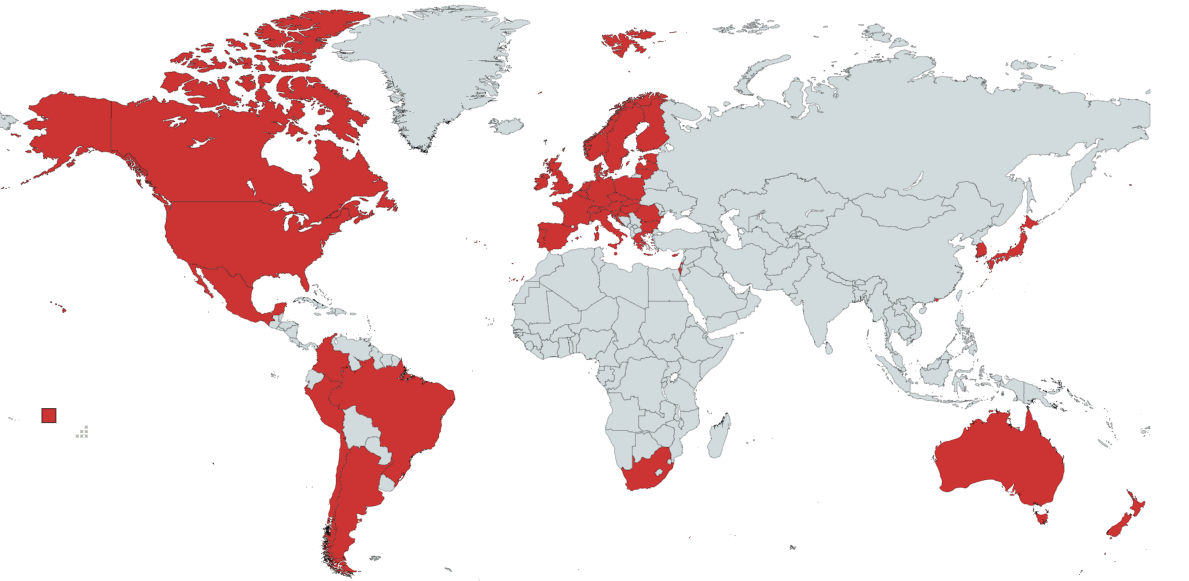
지원국가 현황

2023년 10월 기준으로 닌텐도 e숍을 이용할 수 있는 국가는 46개국에 달한다.
- 그리스
- 남아프리카 공화국
- 네덜란드
- 노르웨이
- 뉴질랜드
- 대한민국
- 덴마크
- 독일
- 라트비아
- 루마니아
- 룩셈부르크
- 리투아니아
- 멕시코
- 몰타
- 미국
- 벨기에
- 불가리아
- 브라질
- 스웨덴
- 스위스
- 스페인
- 슬로바키아
- 슬로베니아
- 아르헨티나*
- 아일랜드
- 에스토니아
- 영국
- 오스트레일리아
- 오스트리아
- 이스라엘
- 이탈리아
- 일본
- 중화인민공화국[a]
- 체코
- 칠레
- 캐나다
- 콜롬비아*
- 크로아티아
- 키프로스
- 페루*
- 폴란드
- 포르투갈
- 프랑스
- 핀란드
- 헝가리
- 홍콩

'*' - 닌텐도 어카운트 서비스와 닌텐도 e숍을 지원하지만 현지 화폐가 아닌 국제화폐 (달러화/유로화)만 취급하는 국가.

### 지원 중단 국가
일부 국가의 경우 닌텐도 e숍의 변형판을 공식 지원하였으나, 닌텐도 측에서 다양한 이유로 후속 조치 없이 서비스를 중단한 사례도 있다.
남아메리카와 카리브해 국가의 경우 원래 Wii U와 닌텐도 3DS에서 전부 닌텐도 e숍의 한정판을 지원하였으며, 사우디아라비아, 싱가포르, 말레이시아, 아랍에미리트 등의 아시아 시장에서도 닌텐도 3DS 환경에서 닌텐도 e숍의 한정판을 지원했다. 그러나 이들 국가에서 닌텐도 스위치를 비롯한 후속 플랫폼용 e샵을 지원하는 조치는 이뤄지지 않았으며, 상술했듯 2020년 7월 31일을 끝으로 지원이 중단되었다.
중화민국 (대만)의 경우 2010년대 닌텐도 제품 출시 자체가 복잡한 실정이어서 e숍도 지원되지 않고 있다. 닌텐도 3DS의 경우 대만에서 정식으로 출시되었고 홍콩과 함께 한 시장으로 묶여 e샵이 지원되었다. 그러나 닌텐도 스위치의 경우, 대만과 홍콩 모두 정식 출시되었지만 e샵은 2019년 홍콩에서만 지원을 개시한 데 반해 대만은 지원되지 않고 있다. Wii U는 홍콩과 대만 모두 출시되지 않았다.
러시아의 경우 2022년 러시아의 우크라이나 침공 사태로 닌텐도 스위치 e숍 지원이 일시 중단되었으며, 2023년 5월 닌텐도 측에서 지원 재개가 불가능한 것으로 판단고 폐쇄하기로 결정하였다.

### 결제 방식
Wii 쇼핑 채널이나 DSi숍의 경우 닌텐도 포인트라는 자체 결제 통화를 도입한 것과는 달리, 닌텐도 e숍의 경우에는 미국 달러나 유로, 대한민국 원화를 비롯한 현지 통화를 직접 지원하고 있다. e샵 계정에 신용카드나 체크카드로 일정 금액을 충전한 다음 스토어에서 구매하는 방식이다.
중화인민공화국의 경우 2019년 12월 10일 닌텐도 스위치의 e샵 서비스 개시 당시 텐센트에서 결제를 대행하게 되었다. 중국 유저들은 위챗 계정으로 로그인해야 하며 결제도 위챗 페이로만 가능하다. 이와 더불어 다른 지역에서는 다운로드 가능한 콘텐츠를 구매할 수도 없는데, 이는 중국 시장용으로 유통되는 닌텐도 스위치의 기본 지역 잠금 기능과 닌텐도 계정으로의 로그인 불가로 인한 것이다. 당초 닌텐도는 2012년 중국 본토 자회사인 iQue에서 iQue 3DS XL을 출시하여 디지털 게임이 사전 설치되는 방식으로 지원하였고, e숍 자체를 지원하지는 않았다.

## 다운로드 대상

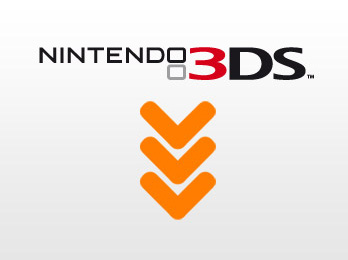
닌텐도 3DS의 다운로드 소프트웨어 로고

### 패키지 출시 (패키지판)
현재 닌텐도 스위치의 상당수 패키지판을 지원하고 있다. Wii U와 닌텐도 3DS 패키지판도 (지원 중단 전까지) 올라와 있었으며, Wii 패키지판도 일부 지원하였다.
닌텐도 e숍에서 처음으로 출시된 패키지판은 2012년 8월 출시된 닌텐도 3DS용 뉴 슈퍼 마리오브라더스 2였다. 2013년 3월 업데이트로 패키지판 게임 내 세이브 데이터를 DL판으로 이식할 수 있는 기능이 추가되었다.

### 다운로드 전용 (DL판)
인디게임 개발사의 작품인 경우에는 다운로드 전용판 (DL판)으로 e숍에 출시할 수도 있다. 일부 지역에서는 패키지판으로 판매되는 게임이 다른 지역에서는 현지화 예산 절감 등의 이유로 DL판으로 출시되는 경우도 존재한다.
과거 일본, 미국, 유럽, 오스트레일리아의 닌텐도 3DS e샵에서는 '3D 클래식' (3D Classics)라는 DL판 시리즈가 출시된 적이 있다. 3D 클래식이란 패미컴, 아케이드 게임, 메가 드라이브, 마스터 시스템, SG-1000 게임들을 3D 입체 효과와 업데이트를 거치되 본연의 아트와 디자인은 유지하여 3DS용으로 재출시하는 프로젝트였다.

## 같이 보기
- 닌텐도 네트워크
- 플레이스테이션 스토어
- 엑스박스 게임스 스토어

### 해설
1. ↑  닌텐도 어카운트가 아닌 텐센트사의 위챗을 통해 이용 가능.
2. ↑  앵귈라, 앤티가 바부다, 아루바, 바하마, 바베이도스, 벨리즈, 버뮤다, 볼리비아, 케이맨 제도, 코스타리카, 도미니카 공화국, 도미니카 연방, 에콰도르, 엘살바도르, 프랑스령 기아나, 그레나다, 과달루프, 과테말라, 가이아나, 아이티, 온두라스, 자메이카, 마르티니크, 몬세라트, 네덜란드령 안틸레스, 니카라과, 파나마, 파라과이, 세인트키츠 네비스, 세인트루시아, 세인트빈센트 그레나딘, 수리남, 트리니다드 토바고, 터크스 케이커스 제도, 버진아일랜드 (영국령/미국령), 베네수엘라